# Mike Havenaar
Mike Havenaar (ハーフナー・マイク, Hāfunā Maiku, Hiroshima, 20 mei 1987) is een Japans voormalig betaald voetballer van Nederlandse afkomst die bij voorkeur centraal in de aanval speelde. Havenaar debuteerde in 2011 in het Japans voetbalelftal. Hij is een zoon van oud-doelman Dido Havenaar en ook zijn jongere broer Nikki Havenaar is profvoetballer.

## Biografie
Havenaar werd geboren in de Japanse gemeente Hiroshima, waar zijn vader Dido Havenaar als doelman actief was bij de plaatselijke club Mazda FC, het latere Sanfrecce Hiroshima. Havenaars ouders kwamen vanuit Nederland naar Japan in 1986 voor de voetbalcarrière van Dido. In 1994 liet de familie zich naturaliseren tot Japanners. Havenaar spreekt Japans, Nederlands en Engels. ,,Welke typische Nederlandse eigenschappen ik zelf heb? Ik houd van stroopwafels en oliebollen. En ik heb meer zelfvertrouwen dan de gemiddelde Japanner." vertelde Havenaar in een interview.

## Clubcarrière
Als aanvaller voor zijn club maakte Havenaar zijn debuut als professioneel voetballer op 15 april 2006 tegen Gamba Osaka. Met een lengte van 1,94 m was hij een van de langste voetballers in de J-League. Hij begon zijn carrière bij Consadole Sapporo onder de 15 jaar, waar zijn vader Dido Havenaar (oud-doelman van onder andere FC Den Haag) ook had gespeeld en waar hij de keeperstrainer was. Toen zijn vader keeperstrainer werd bij Yokohama F. Marinos, ging Mike ook naar deze club. Vanaf 2010 speelt Havenaar voor Ventforet Kofu. Hoewel zijn club in 2011 degradeert, wordt Havenaar tweede op de topscorerslijst van de J-League en wordt hij verkozen in het team van het jaar. Zijn prestaties wekken de interesse van verschillende Europese clubs.
Op 21 december 2011 werd bekend dat Havenaar per 3 januari 2012 voor Vitesse uit zal komen. Op 22 januari 2012 maakte hij zijn debuut voor Vitesse in de verloren thuiswedstrijd tegen N.E.C., als invaller voor Nicky Hofs. Op vrijdag 27 januari maakte hij zijn eerste goal voor Vitesse, in een uitwedstrijd tegen PSV. In de voorbereiding op het seizoen 2014/15 liet Havenaar de club weten dat hij zijn contract niet wilde verlengen.
Havenaar tekende in juli 2014 een tweejarig contract bij Córdoba CF, dat hem transfervrij overnam van Vitesse. In december van datzelfde jaar werd deze verbintenis na vier basisplaatsen en één invalbeurt ontbonden.
Nadat een flirt met Feyenoord niets opleverde in januari 2015, tekende hij in maart 2015 een contract bij het Finse HJK Helsinki, waarvoor hij een half jaar speelde.
Havenaar tekende in augustus 2015 een contract tot medio 2018 bij ADO Den Haag, dat hem aantrok als vervanger van de aan Feyenoord verkochte Michiel Kramer. Van 2017 tot 2020 stond hij onder contract bij Vissel Kobe, dat hem ook verhuurde aan Vegalta Sendai en Bangkok United FC in Thailand. In maart 2020 ging Havenaar voor Ventforet Kofu in de J-League 2 spelen. In 2021 ging hij voor FC Bombonera Gifu op het zesde niveau in de Tōkai Adult Soccer League divisie 2 spelen. Op 5 januari 2023 maakte Havenaar het einde van zijn loopbaan bekend.

### Carrièrestatistieken
| Seizoen         | Club                | Competitie       | Competitie | Competitie | Beker | Beker | Internationaal | Internationaal | Overig | Overig | Totaal | Totaal |
| Seizoen         | Club                | Competitie       | Wed.       | Dlp.       | Wed.  | Dlp.  | Wed.           | Dlp.           | Wed.   | Dlp.   | Wed.   | Dlp.   |
| --------------- | ------------------- | ---------------- | ---------- | ---------- | ----- | ----- | -------------- | -------------- | ------ | ------ | ------ | ------ |
| 2006            | Yokohama F·Marinos  | J-League         | 9          | 0          | 0     | 0     | –              | –              | 0      | 0      | 9      | 0      |
| 2007            | Yokohama F·Marinos  | J-League         | 15         | 0          | 0     | 0     | –              | –              | 0      | 0      | 15     | 0      |
| 2008            | Yokohama F·Marinos  | J-League         | 0          | 0          | 0     | 0     | –              | –              | 0      | 0      | 0      | 0      |
| 2008            | → Avispa Fukuoka    | J-League 2       | 26         | 7          | 0     | 0     | –              | –              | 0      | 0      | 26     | 7      |
| 2009            | Yokohama F·Marinos  | J-League         | 2          | 0          | 0     | 0     | –              | –              | 0      | 0      | 2      | 0      |
| 2009            | → Sagan Tosu        | J-League 2       | 33         | 15         | 0     | 0     | –              | –              | 0      | 0      | 33     | 15     |
| 2010            | Ventforet Kofu      | J-League 2       | 31         | 20         | 0     | 0     | –              | –              | 0      | 0      | 31     | 20     |
| 2011            | Ventforet Kofu      | J-League         | 32         | 17         | 2     | 1     | –              | –              | 0      | 0      | 34     | 18     |
| 2011/12         | Vitesse             | Eredivisie       | 15         | 5          | 1     | 0     | –              | –              | 0      | 0      | 16     | 5      |
| 2012/13         | Vitesse             | Eredivisie       | 32         | 11         | 3     | 1     | 3              | 0              | 0      | 0      | 38     | 12     |
| 2013/14         | Vitesse             | Eredivisie       | 32         | 10         | 2     | 0     | 1              | 0              | 0      | 0      | 35     | 10     |
| 2014/15         | Córdoba CF          | Primera División | 5          | 0          | 0     | 0     | –              | –              | 0      | 0      | 5      | 0      |
| 2014/15         | HJK Helsinki        | Veikkausliiga    | 20         | 4          | 3     | 3     | –              | –              | 2      | 2      | 25     | 9      |
| 2015            | HJK Helsinki        | Veikkausliiga    | 0          | 0          | 0     | 0     | 4              | 1              | 0      | 0      | 4      | 1      |
| 2015/16         | ADO Den Haag        | Eredivisie       | 31         | 16         | 1     | 1     | 0              | 0              | 0      | 0      | 32     | 17     |
| 2016/17         | ADO Den Haag        | Eredivisie       | 28         | 9          | 2     | 1     | 0              | 0              | 0      | 0      | 30     | 10     |
| 2017            | Vissel Kobe         | J-League         | 9          | 2          | 4     | 1     | 0              | 0              | 0      | 0      | 13     | 1      |
| 2018            | Vissel Kobe         | J-League         | 4          | 1          | 5     | 1     | 0              | 0              | 0      | 0      | 9      | 2      |
| 2018            | Vegalta Sendai      | J-League         | 6          | 1          | 2     | 0     | 0              | 0              | 0      | 0      | 8      | 1      |
| 2019            | True Bangkok United | Thai League      | 7          | 3          | 0     | 0     | 0              | 0              | 0      | 0      | 7      | 3      |
| 2020            | Ventforet Kofu      | J-League 2       | 14         | 0          | 0     | 0     | 0              | 0              | 0      | 0      | 14     | 0      |
| Carrière totaal | Carrière totaal     | Carrière totaal  | 351        | 121        | 25    | 9     | 8              | 1              | 2      | 2      | 386    | 131    |

## Interlandcarrière
Hij speelde op het wereldkampioenschap voetbal onder 20 - 2007. Havenaar maakte op 2 september 2011 zijn debuut voor het Japanse elftal, nadat bondscoach Alberto Zaccheroni hem had opgeroepen als gevolg van het geblesseerd afhaken van Keisuke Honda. Tijdens het WK-kwalificatieduel tegen Noord-Korea kwam hij na zeventig minuten binnen de lijnen. Mike maakte zijn basisdebuut tegen Tadzjikistan op 11 oktober 2011, in deze wedstrijd scoorde hij zijn eerste twee goals voor het nationale elftal. Hij maakte deel uit van de Japanse selectie op de FIFA Confederations Cup 2013.
| Interlands van Mike Havenaar voor Japan | Interlands van Mike Havenaar voor Japan | Interlands van Mike Havenaar voor Japan | Interlands van Mike Havenaar voor Japan | Interlands van Mike Havenaar voor Japan | Interlands van Mike Havenaar voor Japan | Interlands van Mike Havenaar voor Japan |
| №                                       | Datum                                   | Wedstrijd                               | Uitslag                                 | Competitie                              | Goals                                   |                                         |
| Als speler bij Ventforet Kofu           | Als speler bij Ventforet Kofu           | Als speler bij Ventforet Kofu           | Als speler bij Ventforet Kofu           | Als speler bij Ventforet Kofu           | Als speler bij Ventforet Kofu           | Als speler bij Ventforet Kofu           |
| --------------------------------------- | --------------------------------------- | --------------------------------------- | --------------------------------------- | --------------------------------------- | --------------------------------------- | --------------------------------------- |
| 1.                                      | 2 september 2011                        | Japan – Noord-Korea                     | 1 – 0                                   | Kwalificatie WK 2014                    | 0                                       |                                         |
| 2.                                      | 6 september 2011                        | Oezbekistan – Japan                     | 1 – 1                                   | Kwalificatie WK 2014                    | 0                                       |                                         |
| 3.                                      | 11 oktober 2011                         | Japan – Tadzjikistan                    | 8 – 0                                   | Kwalificatie WK 2014                    | 2                                       |                                         |
| 4.                                      | 11 november 2011                        | Tadzjikistan – Japan                    | 0 – 4                                   | Kwalificatie WK 2014                    | 0                                       |                                         |
| 5.                                      | 15 november 2011                        | Noord-Korea – Japan                     | 1 – 0                                   | Kwalificatie WK 2014                    | 0                                       |                                         |
| Als speler bij SBV Vitesse              |                                         |                                         |                                         |                                         |                                         |                                         |
| 6.                                      | 29 februari 2012                        | Japan – Oezbekistan                     | 0 – 1                                   | Kwalificatie WK 2014                    | 0                                       |                                         |
| 7.                                      | 6 september 2012                        | Japan – Verenigde Arabische Emiraten    | 1 – 0                                   | Vriendschappelijk                       | 1                                       |                                         |
| 8.                                      | 11 september 2012                       | Japan – Irak                            | 1 – 0                                   | Kwalificatie WK 2014                    | 0                                       |                                         |
| 9.                                      | 12 oktober 2012                         | Frankrijk – Japan                       | 0 – 1                                   | Vriendschappelijk                       | 0                                       |                                         |
| 10.                                     | 26 maart 2013                           | Jordanië – Japan                        | 2 – 1                                   | Kwalificatie WK 2014                    | 0                                       |                                         |
| 11.                                     | 30 mei 2013                             | Japan – Bulgarije                       | 0 – 2                                   | Vriendschappelijk                       | 0                                       |                                         |
| 12.                                     | 4 juni 2013                             | Japan – Australië                       | 1 – 1                                   | Kwalificatie WK 2014                    | 0                                       |                                         |
| 13.                                     | 11 juni 2013                            | Irak – Japan                            | 0 – 1                                   | Kwalificatie WK 2014                    | 0                                       |                                         |
| 14.                                     | 19 juni 2013                            | Italië – Japan                          | 4 – 3                                   | Confederations Cup                      | 0                                       |                                         |
| 15.                                     | 11 oktober 2013                         | Servië – Japan                          | 2 – 0                                   | Vriendschappelijk                       | 0                                       |                                         |
| 16.                                     | 15 oktober 2013                         | Wit-Rusland – Japan                     | 1 – 0                                   | Vriendschappelijk                       | 0                                       |                                         |

Bijgewerkt t/m 21 november 2013